# Ungarische Badmintonmeisterschaft 1960
Die Ungarische Badmintonmeisterschaft 1960 fand in Budapest am 8. und 9. Oktober in der Sportanlage des Vereins Petőfi SE im Népliget statt. Es war die erste Austragung der nationalen Meisterschaften von Ungarn im Badminton. Es wurden nur die beiden Einzeldisziplinen ausgetragen.

## Titelträger
| Disziplin    | Sieger              |
| ------------ | ------------------- |
| Herreneinzel | Pál Rázsó           |
| Dameneinzel  | Endréné Komjátszegi |
| Herrendoppel | nicht ausgetragen   |
| Damendoppel  | nicht ausgetragen   |
| Mixed        | nicht ausgetragen   |